# David Lindgren
David Lindgren (Skellefteå, 28 aprile 1982) è un cantante svedese.
Ha partecipato al Melodifestivalen 2012 con Shout It Out, al Melodifestivalen 2013 con Skyline e al Melodifestivalen 2016 We Are Your Tomorrow. Nel 2017 e nel 2018 è tra i presentatori del Melodifestivalen.

## Discografia

### Album
- 2012 - Get Started
- 2013 - Ignite the Beat

### Singoli
- 2012 - Shout It Out
- 2013 - Skyline